# León de Nueva Carteya
El León de Nueva Carteya es una escultura íbera encontrada a seis kilómetros de Nueva Carteya, en la provincia de Córdoba, España. Actualmente la pieza se expone en el Museo Arqueológico de Córdoba.
La figura está realizada en piedra caliza y, aunque su cronología es discutida, la mayoría de los historiadores coinciden entre el siglo VI y siglo V a. C. Alberga una longitud de 114,5 centímetros, una altura de 61 centímetros y un grosor de 23 centímetros.

## Descubrimiento
La pieza fue encontrada, junto con una cabeza y un torso de león, en agosto de 1920, cuando el contratista Juan López de Aguilera buscaba piedra para el firme de la carretera que estaba a punto de construirse, entre los municipios de Nueva Carteya y Montilla, la actual A-3130. La estatua se halló a unos seis kilómetros del núcleo urbano de Nueva Carteya, en un pequeño cerro denominado El Medio, a una profundidad de entre 40 centímetros y un metro. Su estado era bueno, aunque fragmentada, quizás destruida a propósito por los enemigos del personaje enterrado, y fue entregada al Museo Arqueológico de Córdoba por el ingeniero de caminos encargado de las obras, Manuel Rodríguez.
La escultura fue restaurada en 1943 por los técnicos del Museo, Fernando Santiago Caballero y Antonio Torralbo Montes, bajo la supervisión del director del Museo Samuel de los Santos. Para afianzar la pieza se insertaron dos espigas de hierro, y la garra izquierda se reconstruyó imitando la derecha original, diferenciándose ambas fácilmente ya que fue realizada en yeso y no en piedra caliza.

## Simbolismo
Este tipo de esculturas de leones se situaban cerca de los recintos funerarios de personajes de relevancia social, normalmente en lo alto de una columna, para que pudieran verse a gran distancia y aumentar su aspecto amenazante, protegiendo la sepultura de los saqueadores. Además, tenían un efecto apotropaico, por el que, realizando algún rito o liturgia, ahuyentaban a los malos espíritus como un mecanismo de defensa mágico. Otros autores sugieren recientemente que quizás también pudieron delimitar un territorio concreto de los íberos, debido a la gran cantidad de esculturas de leones encontradas en la provincia de Córdoba.
El león de Nueva Carteya posee una gran influencia del arte oriental, donde también los leones eran considerados como figuras que representaban a grandes linajes o incluso a la monarquía. Algunos ejemplos del influjo orientalizante de la figura pueden observarse en las orejas, en forma de corazón y replegadas, y en la lengua saliente entre los colmillos. Se consideraban seres con gran carga mitológica, ya que no se encontraban de manera natural en la península ibérica.

## Réplica
En Nueva Carteya, municipio de su descubrimiento, se instaló en la calle Mayor una réplica a escala real de la escultura, realizada por el artista José Manuel Belmonte el 26 de mayo de 2003.